# Fritz Grünefeld
Fritz Grünefeld (* 1932 in Huchting) ist ein ehemaliger deutscher Radrennfahrer.

## Sportliche Laufbahn
Grünefeld begann 1949 mit dem Radsport. Bereits 1950 hatte er sich für die A-Klasse der Amateure qualifiziert. Er wurde Mitglied im Verein RV Hansa in Bremen und wechselte 1954 zum RV Urania nach Delmenhorst. Er wurde Mitglied der Nationalmannschaft und bestritt für den Bund Deutscher Radfahrer 1956 die Internationale Friedensfahrt, die er als 70. des Endklassements beendete. 1955 wurde er Dritter im Großen Conti-Preis. Bei der Deutschen Meisterschaft wurde er beim Sieg von Karl Loy Fünfter. Er startete für den Landesverband Nordrhein-Westfalen in der DDR-Rundfahrt und wurde 17. der Gesamtwertung.
1956 siegte er in einem Etappenrennen in Hannover. Nach einer Reihe guter Ergebnisse stand er im Kader für die UCI-Straßen-Weltmeisterschaften in Kopenhagen und für die Olympischen Sommerspiele 1956 in Melbourne. 1956 fuhr er auch die Tour d’Europe 1956. Auf der zweiten Etappe stürzte Fritz Grünefeld bei einer Verpflegungs-Kontrolle schwer und zog sich einen schwierigen Trümmerbruch im Ellenbogen zu. Er verbrachte mehrere Wochen im Krankenhaus und konnte somit bei Olympia nicht starten. 1957 kehrte er zum Radsport zurück, konnte aber nicht mehr an die frühere Form anknüpfen, er beendete 1959 seine Laufbahn. Ende der 1960er-Jahre wurde er als Nachwuchstrainer wieder im Radsport aktiv und stand einige Jahre dem RV Urania Delmenhorst als Präsident vor.